# Phyllomys nigrispinus
Phyllomys nigrispinus är en däggdjursart som först beskrevs av Wagner 1842.  Phyllomys nigrispinus ingår i släktet Phyllomys och familjen lansråttor. Inga underarter finns listade i Catalogue of Life.
Ett exemplar hade en kroppslängd (huvud och bål) av 24,1 cm och en svanslängd av 15,7 cm. Bakfötterna var 3,7 cm långa. De mjuka delarna av ovansidans päls har en rödbrun färg med några svarta streck inblandade. Dessutom förekommer flera upp till 2,7 cm långa taggar med svart spets. Taggarna är ganska smala (1 mm diameter) och de blir ännu smala vid spetsen som liknar en piska. På undersidan kan pälsen vara grågul, ljusbrun eller vitaktig. Djuret är mindre orangefärgat på ovansidan än Phyllomys kerri och dessutom avviker dessa två taxon i kraniets och tändernas detaljer. Trots allt kan de vara samma art. Jämförd med Phyllomys dasythrix har Phyllomys nigrispinus full utvecklade taggar.
Denna gnagare förekommer i sydöstra Brasilien i delstaterna Rio de Janeiro, Parana och Sao Paulo. Arten lever i städsegröna skogar och i delvis lövfällande skogar. Antagligen bygger den liksom andra släktmedlemmar bon av blad.